# Phorusrhacoidea
De Phorusrhacoidea zijn een superfamilie van uitgestorven vogels, behorende tot de Cariamiformes, die van het Paleoceen tot het Pleistoceen leefden.
De superfamilie omvat twee families: de grote familie van de schrikvogels (Phorusrhacidae), die zelf weer vijf onderfamilies omvat, en een geslacht incertae sedis Lavocatavis.

## Geschiedenis
De superfamilie werd in 1941 voorgesteld door Bryan Patterson. Ze werd opnieuw gebruikt door Patterson & Kraglievich in 1960, en omvatte toen drie families: de Phororhacidae, Psilopteridae en Brontornithidae. De families die deze superfamilie zou omvatten worden tegenwoordig echter door de meeste wetenschappers opgevat als onderfamilies van één enkele familie, de Phorusrhacidae. Op grond van het principle of coordination van de ICZN is Ameghino de auteur van de naam, omdat die in 1889 de naam van de familie publiceerde.
Lange tijd bestond er onenigheid over de juiste naam voor de superfamilie. De oorspronkelijke naam was Phororhacoidea, naar het geslacht Phororhacos. De juiste naam voor dit geslacht is echter Phorusrhacos, waardoor de naam Phorusrhacoidea zou zijn. Nog na de definitieve vastlegging van de naam Phorusrhacos gebruikten sommige auteurs de oude naam Phororhacoidea, terwijl anderen de correctere naam gebruikten.
In 2012 publiceerde Éric Buffetaut een artikel waarin hij aangaf dat Phorusrhacoidea de correcte naam is. Hij wees op het feit dat volgens artikel 29.1 van de ICZN de naam van familie-groepen gevormd wordt door "aan de stam van de naam [art. 29.3] van het type-geslacht of aan de hele naam van het type-geslacht [art. 55.3], een in artikel 29.2 gespecificeerd suffix toe te voegen". Het suffix voor superfamilies is "-oidea". Aangezien bij de familie Phorusrhacidae al de stam van Phorusrhacos, en niet de hele naam, gebruikt is, is de enige correcte naam voor de superfamilie dus "Phorusrhacoidea".